# Wojciech Mojzesowicz
Wojciech Mojzesowicz (Bydgoszcz; 25 de Junho de 1954 — ) é um político da Polónia. Ele foi eleito para a Sejm em 25 de Setembro de 2005 com 12601 votos no distrito de Bydgoszcz, candidato pelas listas do partido Prawo i Sprawiedliwość (Lei e Justiça).
Ele também foi membro da PRL Sejm 1989-1991, Sejm 1991-1993, and Sejm 2001-2005.